# Zaklodzie
Метеорит Zakłodzie — це кам'яно-залізний метеорит, знайдений у Польщі в 1998 році. Його вага становить 8,68 кг. Він складається переважно із енстатиту та метеоритного заліза. Поки що класифікований як позагруповий енстатитовий ахондрит, — навколо його точнішої класифікації все ще точаться наукові дебати.

## Найменування та історія
Метеорит Zakłodzie був виявлений неподалік ґрунтової дороги Станіславом Яхимеком, який займався в цій місцевості пошуком скам'янілостей та незвичних каменів. Ця місцевість розташована на південь від села Заклодє (Люблінське воєводство), звідки й походить назва метеорита.
Яскравий метеор, який цілком міг бути метеоритом Zakłodzie, був спостережений десь в районі місця знахідки 21 квітня 1897 року; його теперішнє вивітрювання є цілком відповідним для такого віку. Станом на 20 грудня 2012 року, частинки метеорита були у продажі по $100/г.

## Мінералогія
Метеорит складається із 60 % ортоенстатиту, 20 % метеоритного заліза, 10 % троіліту та 10 % польового шпату. До другорядних мінералів належать шрейберзит, ольдгаміт, алабандин, кеіліт та амфіболи. Метеоритне залізо містить нікель в кількості близько 16 %. Мінеральний склад подібний до складу енстатитових хондритів із сильно метаморфованими хондрами. Ймовірна інтерпретація такого вигляду текстури полягає в тому, що це — результат кумулятивної кристалізації, або ж таки брекчія, розплавлена внаслідок зіткнення при падінні метеорита. Метеорит входить до номенклатурного типу двох мінералів: бравнеїту (IMA 2012–008) та бусекіту (IMA 2011–070).

## Класифікація
Метеорит був класифікований як «позагруповий метеорит з високим вмістом енстатиту» у 2000 році. У 2005 році було висловлено припущення, що Zakłodzie — це продукт кристалізації магми, а тому він є ахондритом. Магма, ймовірно, утворилася внаслідок часткового плавлення енстатитової хондрової породи. А тому було запропоновано віднести метеорит Zakłodzie до класу «примітивних енстатитових ахондритів». У 2006 році його класифікували як обріт-ан (аномальний). Сьогодні його рекомендують описувати як позагруповий енстатитовий ахондрит.
Деякі науковці дотримуються думки, що багато обрітів та енстатитових ахондритів насправді за мінеральним складом є імпактною брекчією, тобто брекчією, утвореною внаслідок плавлення породи під час метеоритного удару. До цієї категорії дехто відносить і метеорити Zakłodzie та NWA 4301. Основними аргументами на підтвердження цієї гіпотези є залишки хондр, ідіоморфний енстатит, оточений метеоритним залізом, а також наявність кеіліту. Кеіліт, ймовірно, є продуктом реакцій, які відбуваються, коли енстатитові ахондрити плавляться та остигають (швидке зниження температури). Таке могло відбуватись під час імпактних подій на поверхні батьківського тіла.